# Karel Řepa
Karel Řepa (23. října 1895 Nový Ples – 2. března 1963 Pardubice) byl český architekt, zejména autor řady funkcionalistických staveb na Pardubicku. Jeho syn Miroslav Řepa byl rovněž architektem. Karel Řepa je pohřben na pardubickém Centrálním hřbitově.

## Život
Karel Řepa studoval od roku 1918 pražskou UMPRUM a byl žákem Josipa Plečnika, jehož práce zprvu formovala i jeho vlastní styl. Plečnika následoval až do slovinské Lublaně, kde svá studia dokončil (s Plečnikem si dopisoval ještě v 50. letech). Později pracoval krátce v Praze v ateliéru arch. Františka Krásného a natrvalo se nakonec usadil v Pardubicích, kde od poloviny 20. let projektoval řadu moderních budov rozličného určení.
Byl hlavním architektem Výstavy tělesné výchovy a sportu (květen až říjen 1931), na kterou navrhl ceněné a mezinárodně publikované funkcionalistické pavilony – například letní kavárnu U jezírka v Tyršových sadech. Dodnes se z výstavy dochovaly pouze části sportovního stadiónu s klopenou cyklistickou dráhou a hlavní pavilon – budova Průmyslového muzea (dnešní Střední průmyslová škola potravinářská).
Významný je Řepův projekt pardubického hlavního nádraží, na kterém v letech 1947–1948 spolupracoval s Karlem Kalvodou a Josefem Dandou. Jedna z nejvýznamnějších staveb poválečného funkcionalismu s prostornou odbavovací halou, hotelem a podzemním kinem, byla dokončena už ve stalinské éře.
Po smrti byl zpopelněn a pohřben na Centrálním hřbitově v Pardubicích.

## Dílo (výběr)

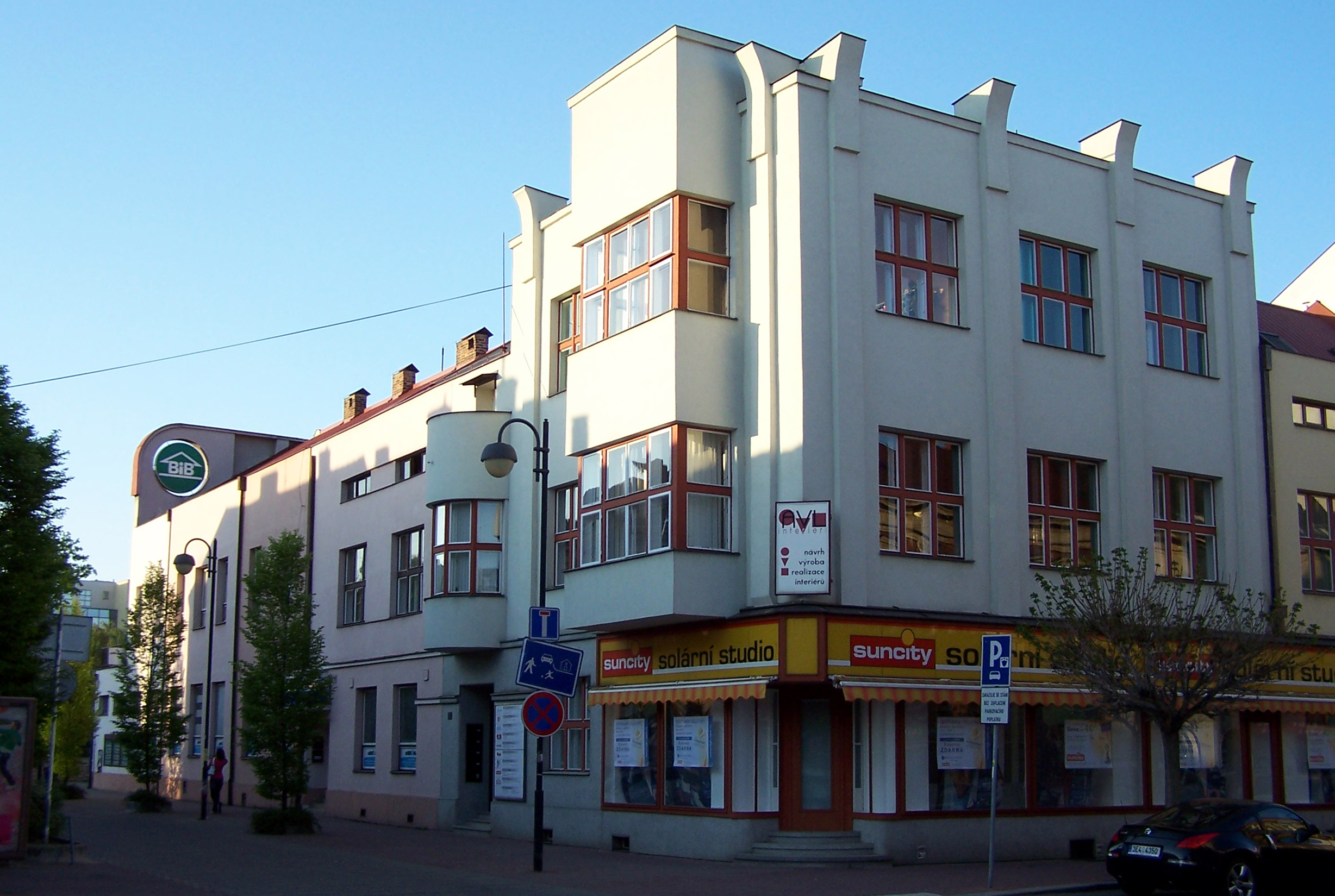
Dům Josefa Otty od Karla Řepy, v pozadí vlevo kino Jas

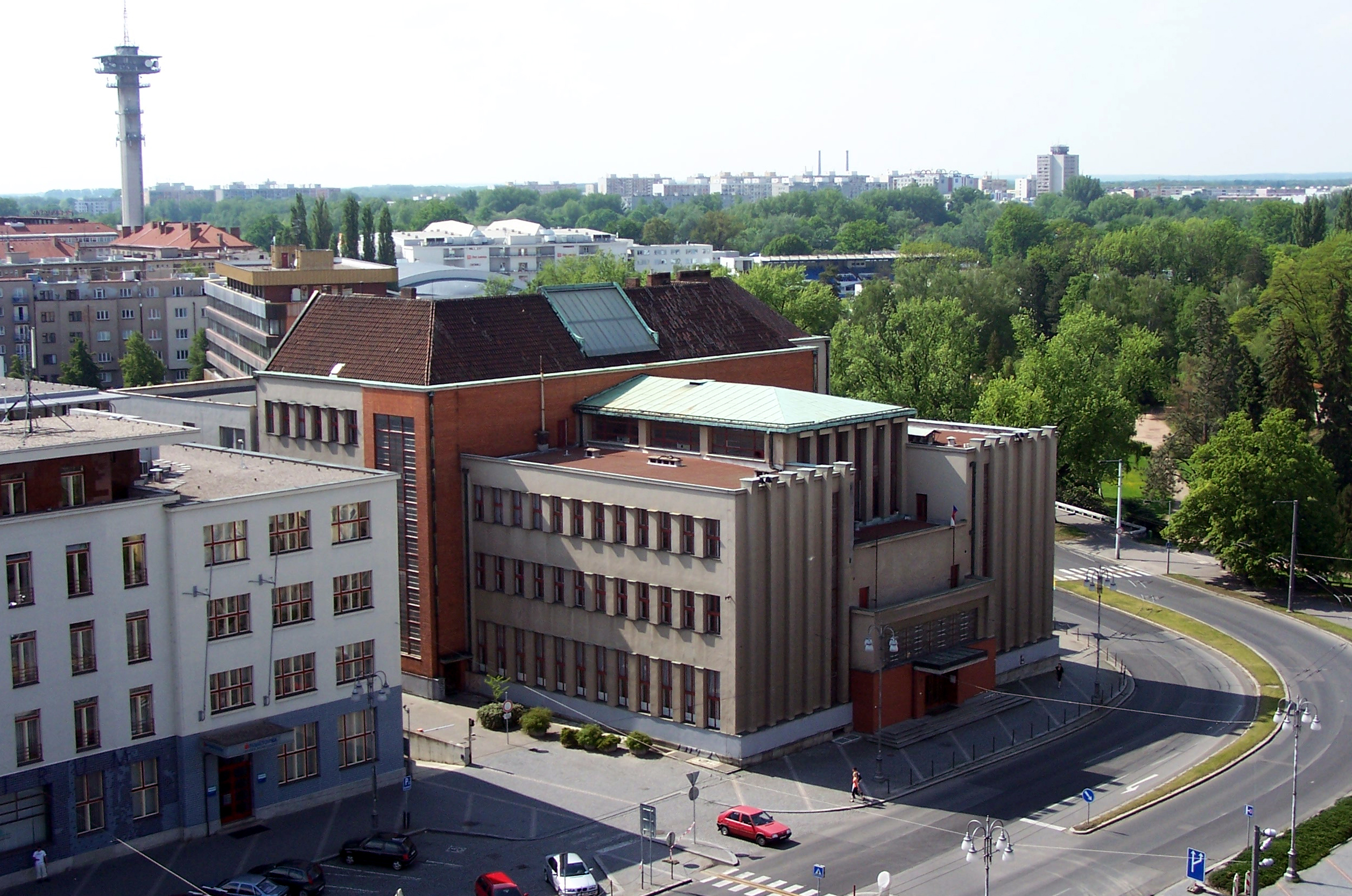
Průmyslové muzeum (dnes potravinářská škola) v Pardubicích, budova vlevo je někdejší Hotel Grand od Josefa Gočára

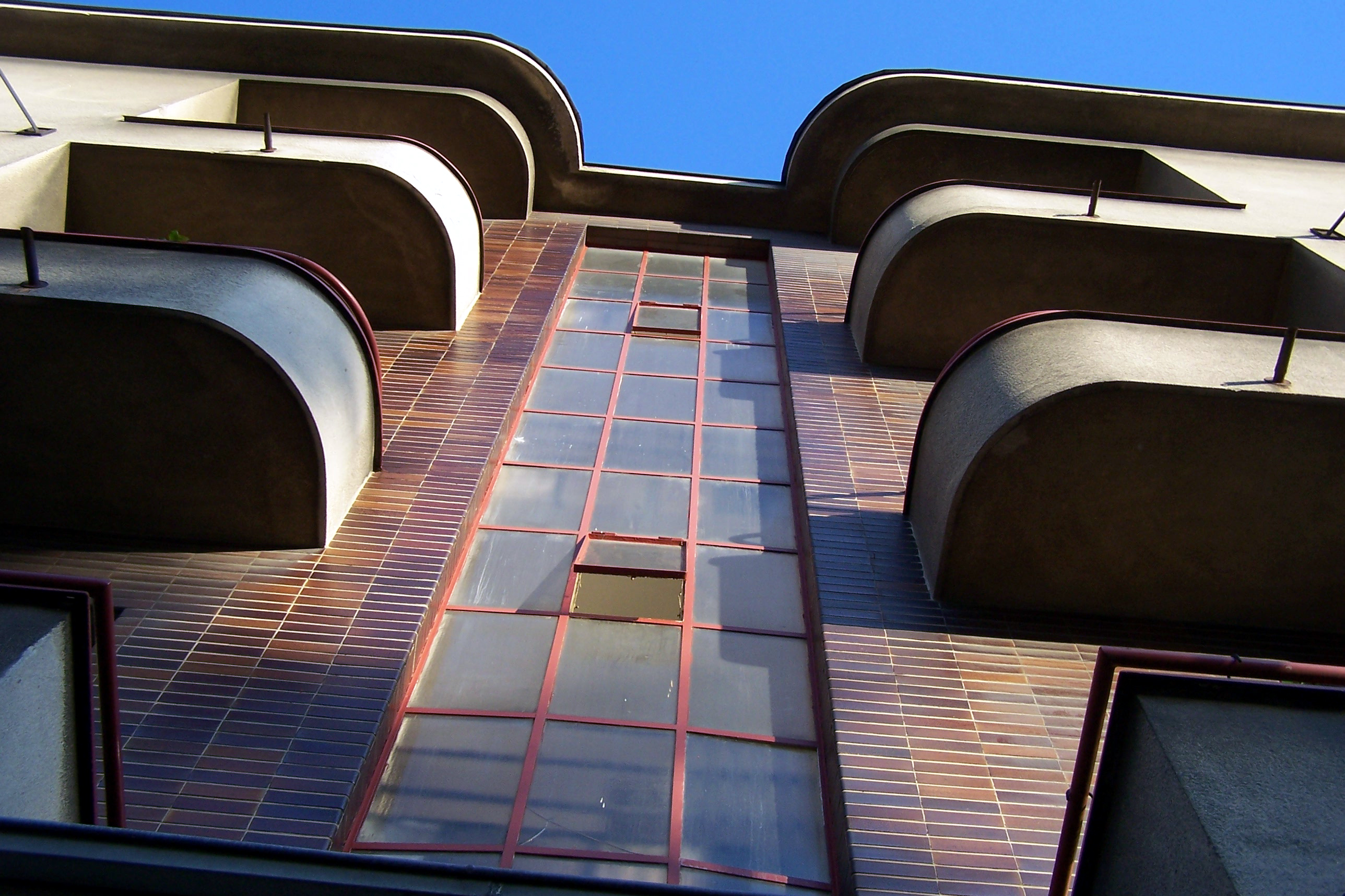
Dům manželů Bubeníčkových

### V Pardubicích
- Dům Josefa Otty (1921–1932), Bratranců Veverkových 396, Smilova 397
- Hrobka Josefa Otty (?), Centrální hřbitov v Pardubicích
- Rodinný dům (1925), Bulharská ulice, čp. 814
- Rodinný dům (1925–1926), Sezemická ulice, čp. 783
- Vila Viktora Kříže (1925), kulturní památka, Bulharská ulice, čp. 655
- Průmyslové muzeum (1927–1931), Náměstí Republiky čp. 116
- Kolonie rodinných domků Spořilov (1927–1929), ulice Spořilov, Studánecká, Počápelská, Ke Kamenci
- Činžovní a obchodní dům U Kapitána (1928), Staňkova, čp. 1380
- Činžovní dům, Zborovské náměstí, čp. 1563
- Dům živnostenského družstva (1930), Nerudova čp. 1366
- Výstava tělesné výchovy a sportu (1930–1931)
- Kino Červeného kříže (později Jas 70) (1932–1933), Bratranců Veverkových, čp. 900
- Obchodní a obytný dům firmy Kolařík (1934–1936), Třída Míru, čp. 97
- Dům manželů Bubeníčkových (1934–1939), U Husova Sboru, čp. 1918
- Dům Rolnického družstva Pardubice (1935–1938), Třída Míru, čp. 79
- Obchodní a činžovní dům (1939), Smilova ulice, čp. 1975
- Dům Okresní nemocenské pojišťovny (1941), U Husova Sboru, čp. 1712
- Pardubice hlavní nádraží, kulturní památka (projekt 1947–1948, realizace 1949–1959)
- Obytné domy (1947–1948), Dašická ulice, čp. 1160, 1161, 1162, 1288

### Mimo Pardubice
- Vstupní mříž Michnova paláce na Malé Straně (1923–1926)
- Dvoutřídní škola ve Chvaleticích (1929–1930)
- Dvoutřídní škola v Barchově (1929–1931)
- Obecní dům v Dolní Rovni (1931–1943)
- Obecní dům v Dražkovicích (1937)
- Interiér kostela Nanebevzetí Panny Marie v Ústí nad Orlicí (1939–1957)
- Hotel Mánes ve Svratce (1941–1949)
- Úprava hřbitova v Lánech na Důlku 1943–1944

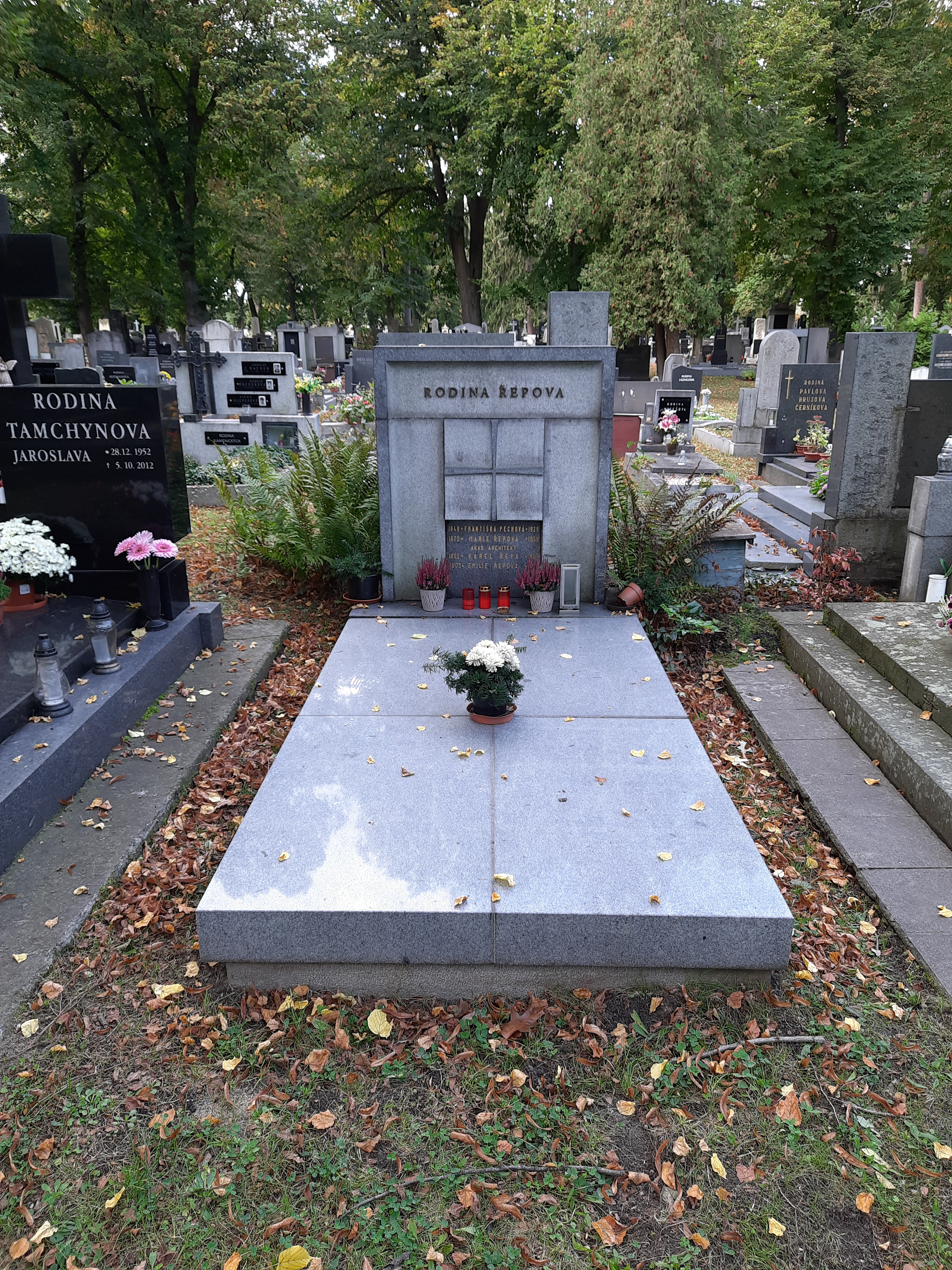
Hrobka rodiny Řepovy na Centrálním hřbitově v Pardubicích

- Tyršova plovárna ve Vysokém Mýtě
- Obecní dům v Popkovicích (1928)